# Radnice v Hořicích
Radnice v Hořicích je novogotická budova na náměstí Jiřího z Poděbrad v Hořicích. Budova sousedí s novorenesančním Městským domem z roku 1864.

## Historie
Budova byla postavena v roce 1872 podle architektonického návrhu Františka Poličanského, a to na parcele, kde stála starší radnice.
Od roku 1958 je radnice chráněna jako kulturní památka.
Na přelomu 20. a 21. století prošla budova radnice rekonstrukcí.
V současnosti je v přízemí provozováno městské informační centrum a jsou zde také kanceláře městského úřadu, v aule pak se konají koncerty a svatební obřady.

## Architektura
Jedná se o řadový dům obdélníkového půdorysu, situovaný v jižní frontě náměstí. Budova je dvoupatrová, s centrálním jednoosým rizalitem završeným věží. Průčelí je v přízemí zdobeno pásovou bosáží a zakončeno římsou s obloučkovým vlysem. Uprostřed přízemí jsou v hlavním portálu vsazeny dřevěné dveře s neogotickými ozdobnými prvky. V prvním patře je na centrálním rizalitu umístěn balkón, fasáda patra je hladká. Fasáda druhého patra je členěna pilastry a zakončena korunní římsou s rostlinnými motivy. Okna s kružbami jsou vsazena v ostěních ve tvaru lomeného oblouku. Věž navazující na centrální rizalit je kvádrová a nese hodiny. Na věži je také umístěna rychtářská pečeť města Hořic z roku 1585. Vedle hlavního vchodu do radnice stojí pranýř z roku 1736.